# Mel Vaggers
Mel Vaggers (* 16. Juni 1982) ist eine ehemalige britische Biathletin.

## Karriere
Mel Vaggers startete für das Adjutant General’s Corps der British Army. Bei den Britischen Meisterschaften gewann sie von 2009 bis 2011 dreimal in Folge mit Nerys Jones und Amanda Lightfoot die Vizemeistertitel im Staffelwettbewerb. 2011 wurde sie zudem Zweite mit der Militärpatrouille. In der Teamwertung wurde sie 2009 ebenfalls Vizemeisterin, 2010 und 2011 gewann sie diese Wertung. International trat Vaggers nie in Erscheinung.